# Bergsprängaren
Bergsprängaren är en roman av Henning Mankell från 1973. Bergsprängaren gavs först ut av Författarförlaget.

## Handling
I en notis i en lokaltidning år 1911 meddelades att den unge bergsprängaren Oskar Johansson omkommit vid sprängningsarbeten på en tunnel. Notisen dementerades aldrig, men den svårt skadade arbetaren överlevde. Bergsprängaren handlar om hans långa yrkesliv som invalidiserad, hans drömmar och förhoppningar, sorger och glädjeämnen.